# Sybil Ludington
Sybil Ludington (Kent, 5 aprile 1761 – Catskill, 26 febbraio 1839) è stata una patriota statunitense considerata un'eroina della guerra d'indipendenza americana. È ricordata per aver avvertito il 26 aprile 1777 la milizia coloniale che si trovava nei villaggi della Contea di Putnam dell'arrivo delle forze armate inglesi, un'impresa simile a quelle compiute da William Dawes e Paul Revere in Massachusetts nel 1775 e da Jack Jouett in Virginia nel 1781.

## Biografia

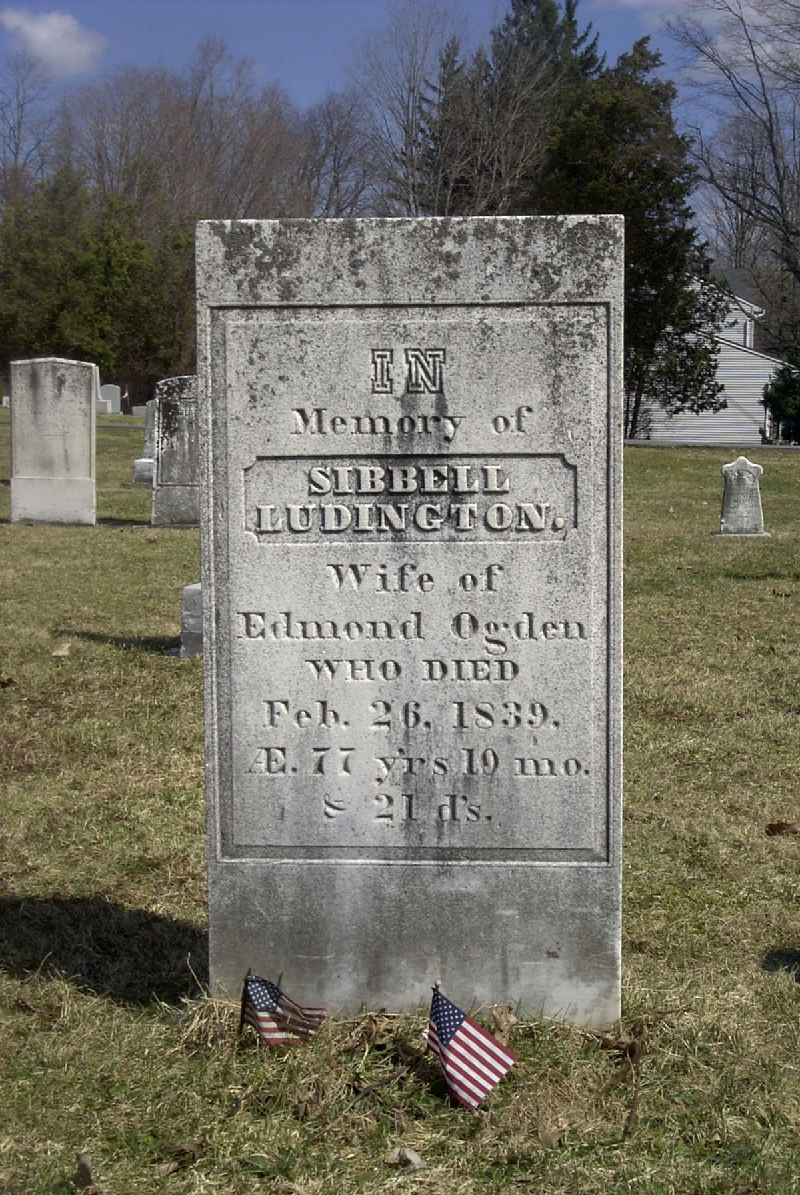
La tomba nel cimitero di Patterson. Il nome di battesimo è riportato come Sibbell.

Sybil Ludington nacque il 5 aprile 1761 a Fredericksburg, quartiere della cittadina di Kent, nello stato di New York, oggi conosciuto come Ludingtonville. Era la maggiore dei 12 figli di Abigail Knowles e Henry Ludington. Suo padre era un ufficiale della milizia coloniale, che durante la guerra d'indipendenza raggiunse il grado di colonnello e servì come aiutante di campo di George Washington per quanto riguardava la ricerca di informatori che potessero fornire informazioni sulle attività dei soldati inglesi, e per questo motivo è ricordato tra i precursori dei servizi segreti statunitensi.
I suoi genitori si incontrarono durante la guerra franco-indiana, quando suo padre era diretto in Québec con la milizia proveniente dal Connecticut. Henry e Abigail si sposarono il 1 maggio 1760 e Sybil nacque l'anno successivo. In seguito la famiglia si trasferì nella Contea di Dutchess dove ebbero altri undici figli, il più giovane dei quali, Lewis Ludington, nacque il 25 giugno 1786 e divenne un importante uomo d'affari e immobiliarista. Frederick, un altro dei suoi fratelli, fu il padre di Harrison Ludington, tredicesimo governatore del Wisconsin.
Dopo la fine della guerra, nel 1784, Sybil sposò Edmond Ogden, da cui ebbe un figlio di nome Henry. Nel 1792 la coppia si trasferì a Catskill, dove gestirono una locanda e dove lei visse fino al 1811. In seguito si trasferì insieme alla famiglia del figlio ad Unadilla. Morì a Unadilla (secondo altre fonti a Catskill) il 26 febbraio 1839 e fu sepolta accanto a suo padre nel cimitero della cittadina di Patterson.

## La cavalcata notturna
La sera del 26 aprile 1777 un messaggero raggiunse la casa del colonnello Henry Ludington, comandante della milizia coloniale nella zona, per avvertirlo che un gruppo di soldati inglesi agli ordini del generale William Tryon aveva attaccato Danbury, situata nel Connecticut a circa 25 chilometri verso sud est, dove si trovavano diversi depositi di viveri e munizioni.
Il colonnello iniziò ad organizzare la milizia locale e incaricò lo figlia sedicenne Sybil di avvertire i suoi uomini che nel frattempo avevano fatto ritorno alle proprie fattorie sparse per la regione per la semina di primavera. Nonostante la pioggia Sybil percorse a cavallo quasi 65 chilometri (una distanza doppia rispetto a quella della celebre cavalcata di Paul Revere) avvertendo i miliziani che si trovavano a Carmel, Mahopac, Kent Cliffs, Farmers Mills e Stormville e radunando circa 400 uomini.
Il colonnello Ludington e i suoi uomini non fecero in tempo a salvare Danbury ma si unirono ad altre milizie coloniali e riuscirono a costringere le truppe inglesi alla ritirata verso Long Island Sound.

## Riconoscimenti

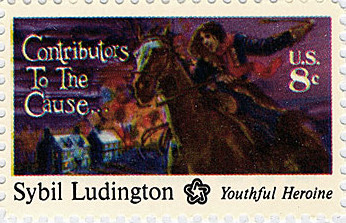
Francobollo dedicato a Sybil Ludington

Durante il XX secolo a Sybil Ludington sono state dedicate diverse statue e altri riconoscimenti. Nel 1935 lo stato di New York ha posto una segnaletica stradale lungo il tracciato del percorso a cavallo da Sybil. Nel 1961 una statua commemorativa, opera della scultrice Anna Hyatt Huntington, è stata eretta nella cittadina di Carmel, mentre versioni in scala ridotta dell'opera si trovano presso la sede della Figlie della rivoluzione americana a Washington,  presso la biblioteca pubblica di Danbury e presso il Brookgreen Gardens a Murrells Inlet in Carolina del Sud.
Nel 1975 le poste statunitensi hanno emesso un francobollo in suo onore all'interno della seria dedicata ai "Contributori alla Causa" in occasione del bicentenario dell'indipendenza del paese.
A partire dal 1979 ogni anno è organizzata a Carmel la Sybil Ludington 50k Run, una ultramaratona di circa 50 chilometri che segue approssimativamente la strada percorsa da Sybil e termina dei pressi della statua opera di Anna Hyatt Huntington.
Il poeta americano Berton Braley ha scritto un componimento in suo onore, mentre nel 1993 la compositrice Ludmila Ulehla ha composto l'opera Sybil of the American Revolution ispirata alla sua impresa.

Nel 2014 un episodio della commedia televisiva Drunk History ha riguardato la sua storia, con l'attrice Juno Temple nei panni di Sybil. 

## Autenticità dell'impresa
La storia della cavalcata notturna di Sybil Ludington venne ricordata per la prima volta nel 1888 nel libro History of the city of New York : its origin, rise, and progress della storica americana Martha Lamb. In seguito nel 1907 lo storico Louis S. Patrick, pronipote di Sybil, pubblicò un articolo che descriveva nel dettaglio l'impresa della sua antenata. Ulteriori dettagli sono presenti nella biografia Colonel Henry Ludington : a Memoir scritta da Willis Fletcher Johnson e fatta pubblicare sempre nel 1907 da altri due discendenti del militare.
Prima della citazione nel libro di Martha Lamb non ci sono resoconti della cavalcata di Sybil nei libri che parlano della guerra d'indipendenza o del contributo dato dalle donne durante il conflitto. Questo ha fatto pensare alla storica Paula D. Hunt che in realtà la cavalcata di Sybil non abbia mai avuto luogo ma che durante il XX secolo la sua storia si sia diffusa e abbia fatto presa nell'immaginario collettivo in quanto Sybil Ludington «ha incarnato le capacità - coraggio, individualità, lealtà - che gli americani di diversi generi, generazioni e convinzioni politiche hanno considerato le più alte aspirazioni per se stessi e per il loro paese».